# 陵水站

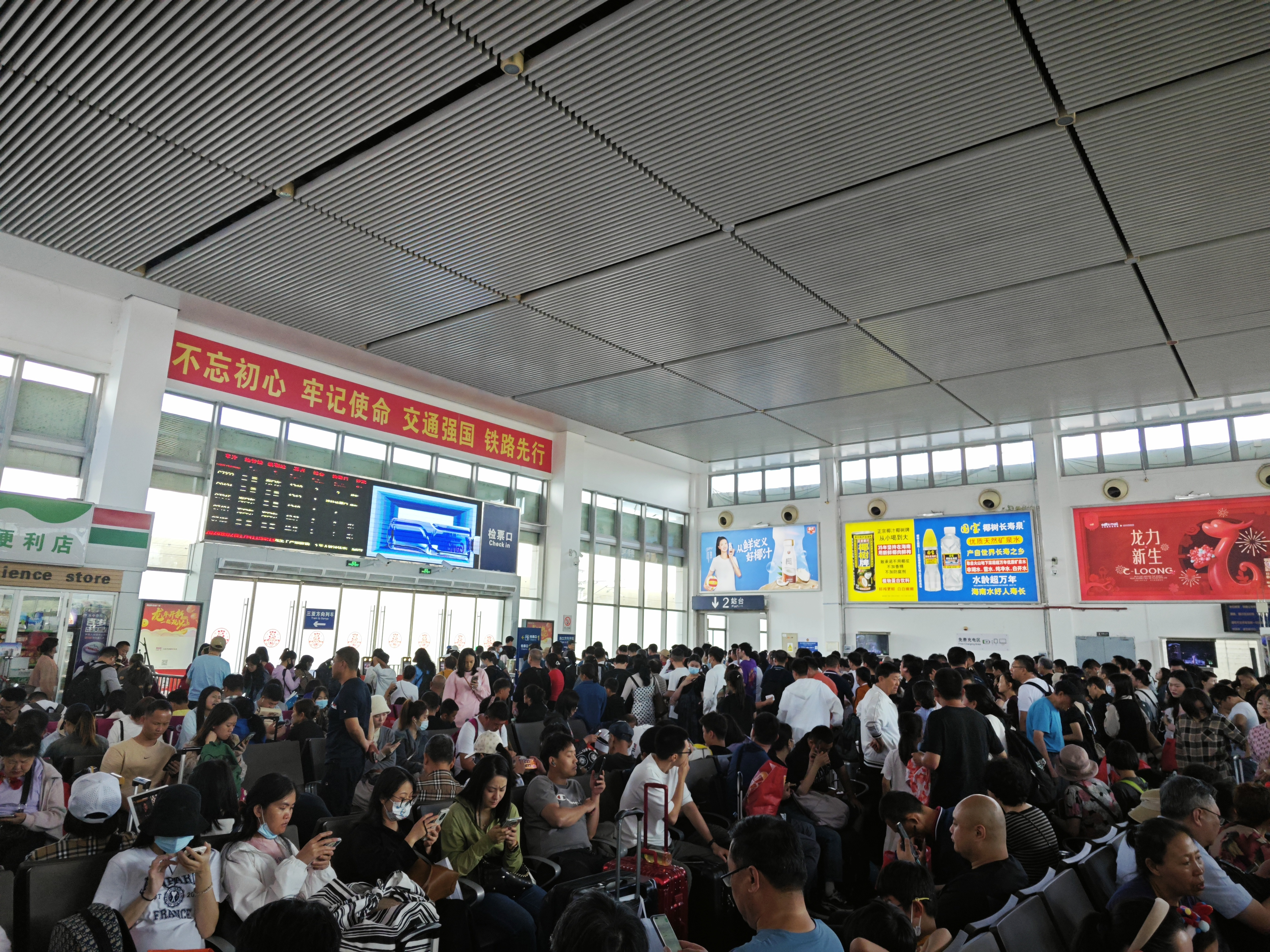
候车室

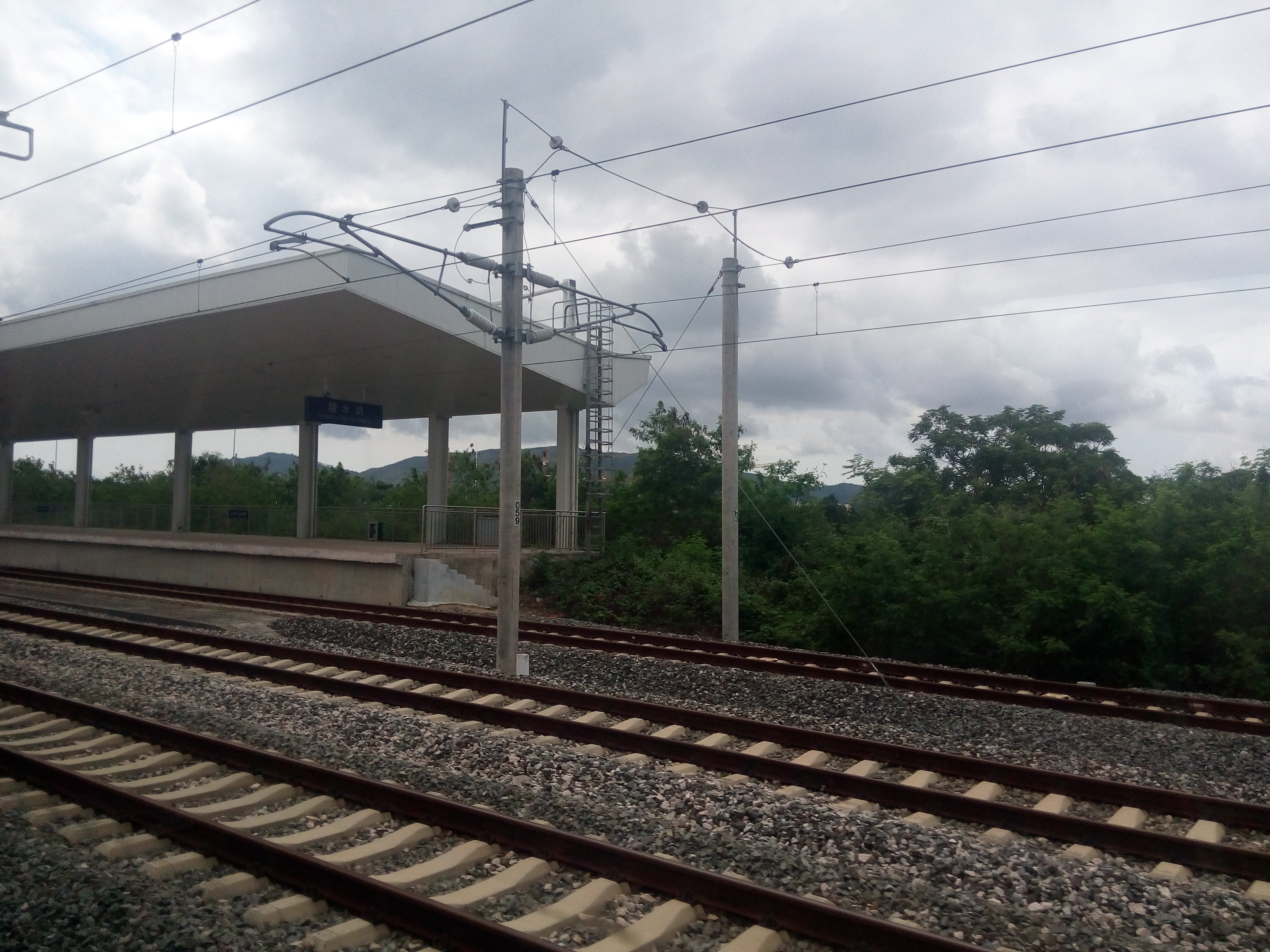
站台

陵水站，位于中华人民共和国海南省陵水黎族自治县光坡镇，是海南东环高速铁路上的高铁站，于2010年12月30日启用营运，由广州局集团管辖。

## 車站周邊
- 海南地区环线高速公路

## 歷史
- 2010年12月30日通车启用。

## 外部連結
- 中国铁路客户服务中心 （页面存档备份，存于）